# ウェス・アンセルド
ウェスリー・シセル・アンセルド (Westley Sissel Unseld, 1946年3月14日 - 2020年6月2日) はアメリカ合衆国の元バスケットボール選手である。NBAのワシントン・ブレッツのセンターとして1960年代後半から70年代前半にかけて活躍した。リバウンドの獲得に長けており、ゴール下をほぼ支配した。また、引退後はヘッドコーチとしてブレッツを7シーズン率いた。
6フィート7インチの身長ながら（現役引退後、彼は6フィート6インチにも満たないことを明かした。）、自分より背の高いカリーム・アブドゥル＝ジャバーなど7フィートの選手達とゴール下で争い、NBAオールスターゲームに5回選出された。
1988年にバスケットボール殿堂入りした。

## 経歴

### カレッジ時代
アンセルドは生まれ育った地元ケンタッキー州のセネカ高校で頭角を現し、2度の州チャンピオンシップを制する活躍をする。1965年に卒業すると、ルイビル大学に入学しセンターとしてプレーをした。彼は在学中の3年間カンファレンスのリバウンドリーダーとなり、チームをNCAAトーナメントまで導く。カレッジ時代の成績はトータル得点1,669ポイント（ゲーム平均20.6ポイント）、トータルリバウンド1,551（ゲーム平均18.9リバウンド）を記録している。

### NBAプレーヤー時代
カレッジで目覚しい活躍をしたアンセルドは卒業後1968年のNBAドラフトでボルチモア・ブレッツに1巡目全体2位で指名を受け入団した。それまで1度も勝ち越したことの無かったチームで彼の現役時代の12シーズンでチームは10回勝ち越し、12年連続でプレーオフに出場した。
入団した1年目のシーズン、アンセルドは前年に入団し、最優秀新人賞を獲得したアール・モンロー、得点力の高いガードのケビン・ローアリー、パワーのあるフォワードのガス・ジョンソンと共に活躍、前年ディビジョン6位だったチームは勝ち星を21増やして、57勝25敗で東ディビジョン優勝を果した。アンセルドは平均13.8ポイント、ウィルト・チェンバレンに次ぐNBA2位の18.2リバウンド、2.6アシストを上げ、最優秀新人賞と最優秀選手賞(MVP)を獲得した。両賞を同時に獲得したのはチェンバレンに続いて史上2人目の快挙であった。ジーン・シューヘッドコーチがこの年、コーチ・オブ・ザ・イヤーに選ばれた。プレーオフでは準決勝でニューヨーク・ニックスに敗れたものの平均18.8得点、18.5リバウンドをあげた。
1969-70シーズンも平均16.2得点、エルビン・ヘイズに次ぐNBA2位の平均16.7リバウンドをあげた。チームはイースタン・ディビジョン3位となった。
NBAの各チームは、1970-71シーズンに2つのカンファレンスと4つのディビジョンに分けられ、ブレッツは、セントラル・ディビジョンに所属することとなった。カンファレンスファイナルでニックスを倒して念願のNBAファイナル進出を果した。以降、ブレッツはプレーオフの常連チームとなるが、優勝までは手が届かなかった。
入団してから4シーズン連続でNBA2位のリバウンドをあげたアンセルドは、チームがワシントンD.C.に移り、キャピタル・ブレッツと改称、K・C・ジョーンズヘッドコーチが就任した1973-74シーズンは怪我のため26試合に欠場し、平均5.9得点、9.2リバウンドと成績を落とした。
チームがワシントン・ブレッツと改称した1974-75シーズンに平均14.8リバウンドをあげて、初のリバウンド王となった。このシーズン、ニューオーリンズ・ジャズ戦では30リバウンドを記録した。チームは60勝22敗でセントラル・ディビジョンチャンピオンとなった。ブレッツ（現ウィザーズ）が60勝をあげたのは、このシーズンのみである。バッファロー・ブレーブスを4勝3敗、ボストン・セルティックスを4勝2敗で破り、4年ぶりに自身2度目のNBAファイナル進出を果したが、リック・バリーを擁するゴールデンステート・ウォリアーズに4連敗で敗れた。
1975-76シーズンはNBA3位の平均13.3リバウンドとリバウンドは減ったものの、シュート成功率56.1%をマークした。チームは48勝34敗でシーズンを終えた。1976-77シーズンも48勝34敗でシーズンを終えたチームは、1977-78シーズンに念願のNBAファイナル制覇を果たした。得点でNBAベスト20に入った選手は1人もいなかったが、平均19.7得点のヘイズ、19.3得点のボブ・ダンドリッジを始めとする6人の選手が平均10得点以上をあげ、アンセルドは、平均7.6得点、NBA10位の11.9リバウンドをあげた。レギュラーシーズンを44勝38敗でディビジョン2位で終えたチームは、アトランタ・ホークス、サンアントニオ・スパーズ、フィラデルフィア・セブンティシクサーズを破り、NBAファイナルに進出した。ディック・モッタヘッドコーチに率いられたチームは、シアトル・スーパーソニックスを4勝3敗で倒し、チャンピオンリングを獲得した。アンセルドは、プレーオフで平均9.4得点、12.0リバウンドをあげて、ファイナルMVPにも選ばれた。翌1978-79シーズンにも54勝28敗の成績をあげたブレッツはファイナル進出を果すが、レニー・ウィルケンズヘッドコーチのスーパーソニックスに1勝4敗で敗れて2度目の優勝はならなかった。
長年ひざの故障に苦しんだ彼は、1980-81シーズン終了後に現役を引退し、チームのフロントに入った。
70年代に4回NBAファイナルに進み優勝は1回だった。
1988年にバスケットボール殿堂入りを果した。また1996年にはNBAの50周年を記念して選ばれた「NBA偉大な50選手」の一人にも選出された。
2020年6月2日死去。74歳没。

### コーチ時代
ブレッツのフロント入りし、副社長を務めた後、1987-1988シーズン、チームが8勝19敗となったところで、ケビン・ローアリーに代わってヘッドコーチに就任、シーズン残り試合で30勝25敗と勝率5割を超え、チームはアトランティック・ディビジョン2位となりプレーオフにチームを導いた。
しかし、その後はブレッツは低迷期に入っていき、1988-1989シーズンに40勝42敗でプレーオフを逃した後、勝率も年々下がっていき、1992-93シーズンは22勝60敗、1993-94シーズンも24勝58敗でシーズンを終え、1993-94シーズン終了後コーチから退任した。
コーチングキャリア戦績は7シーズンで202勝345敗（勝率36.9%）である。

## 個人成績
| *      | リーグ1位       |
| 太字   | キャリアハイ    |
| dagger | NBAチャンピオン |

### レギュラーシーズン
| Season   | Team        | GP  | MPG  | FG%   | 3P%  | FT%  | RPG   | APG | SPG | BPG | PPG  |
| -------- | ----------- | --- | ---- | ----- | ---- | ---- | ----- | --- | --- | --- | ---- |
| 1968-69  | BAL CAP WSB | 82  | 36.2 | .476  | —    | .605 | 18.2  | 2.6 | —   | —   | 13.8 |
| 1969-70  | BAL CAP WSB | 82* | 39.4 | .518  | —    | .638 | 16.7  | 3.5 | —   | —   | 16.2 |
| 1970-71  | BAL CAP WSB | 74  | 39.2 | .501  | —    | .657 | 16.9  | 4.0 | —   | —   | 14.1 |
| 1971-72  | BAL CAP WSB | 76  | 41.7 | .498  | —    | .629 | 17.6  | 3.7 | —   | —   | 13.0 |
| 1972-73  | BAL CAP WSB | 79  | 39.1 | .493  | —    | .703 | 15.9  | 4.4 | —   | —   | 12.5 |
| 1973-74  | BAL CAP WSB | 56  | 30.8 | .438  | —    | .655 | 9.2   | 2.8 | 1.0 | .3  | 5.9  |
| 1974-75  | BAL CAP WSB | 73  | 39.8 | .502  | —    | .685 | 14.8* | 4.1 | 1.6 | .9  | 9.2  |
| 1975-76  | BAL CAP WSB | 78  | 37.5 | .561* | —    | .585 | 13.3  | 5.2 | 1.1 | .8  | 9.6  |
| 1976-77  | BAL CAP WSB | 82  | 34.9 | .490  | —    | .602 | 10.7  | 4.4 | 1.1 | .5  | 7.8  |
| 1977-78  | BAL CAP WSB | 80  | 33.1 | .523  | —    | .538 | 11.9  | 4.1 | 1.2 | .6  | 7.6  |
| 1978-79  | BAL CAP WSB | 77  | 31.2 | .577  | —    | .643 | 10.8  | 4.1 | .9  | .5  | 10.9 |
| 1979-80  | BAL CAP WSB | 82  | 36.3 | .513  | .500 | .665 | 13.3  | 4.5 | .8  | .7  | 9.7  |
| 1980-81  | BAL CAP WSB | 63  | 32.3 | .524  | .500 | .640 | 10.7  | 2.7 | .8  | .6  | 8.0  |
| Career   | Career      | 984 | 36.4 | .509  | .500 | .633 | 14.0  | 3.9 | 1.1 | .6  | 10.8 |
| All-Star | All-Star    | 5   | 15.4 | .500  | —    | .600 | 7.2   | 1.2 | .4  | .0  | 6.2  |

### プレーオフ
| Year   | Team        | GP  | MPG  | FG%  | 3P%  | FT%  | RPG   | APG | SPG | BPG | PPG  |
| ------ | ----------- | --- | ---- | ---- | ---- | ---- | ----- | --- | --- | --- | ---- |
| 1969   | BAL CAP WSB | 4   | 41.3 | .526 | —    | .789 | 18.5  | 1.3 | —   | —   | 18.8 |
| 1970   | BAL CAP WSB | 7   | 41.3 | .414 | —    | .789 | 23.6* | 3.4 | —   | —   | 10.4 |
| 1971   | BAL CAP WSB | 18  | 42.2 | .462 | —    | .568 | 18.8  | 3.8 | —   | —   | 13.2 |
| 1972   | BAL CAP WSB | 6   | 44.3 | .492 | —    | .526 | 12.5  | 4.2 | —   | —   | 12.3 |
| 1973   | BAL CAP WSB | 5   | 40.2 | .417 | —    | .474 | 15.2  | 3.4 | —   | —   | 9.8  |
| 1974   | BAL CAP WSB | 7   | 42.4 | .492 | —    | .600 | 12.1  | 3.9 | .6  | .1  | 10.1 |
| 1975   | BAL CAP WSB | 17  | 43.2 | .546 | —    | .656 | 16.2  | 3.8 | .9  | 1.2 | 10.7 |
| 1976   | BAL CAP WSB | 7   | 44.3 | .462 | —    | .542 | 12.1  | 4.0 | .9  | .6  | 7.0  |
| 1977   | BAL CAP WSB | 9   | 40.9 | .556 | —    | .583 | 11.7  | 4.9 | .9  | .7  | 7.4  |
| 1978   | BAL CAP WSB | 18  | 37.6 | .530 | —    | .587 | 12.0  | 4.4 | .9  | .4  | 9.4  |
| 1979   | BAL CAP WSB | 19  | 38.7 | .494 | —    | .609 | 13.3  | 3.4 | .9  | .7  | 10.3 |
| 1980   | BAL CAP WSB | 2   | 43.5 | .500 | .000 | .667 | 14.0  | 3.5 | .0  | 1.5 | 9.0  |
| Career | Career      | 119 | 41.1 | .493 | .000 | .608 | 14.9  | 3.8 | .8  | .7  | 10.6 |

### 記録
- 通算リバウンド：13,769（史上13位）
- 平均リバウンド：14.0（史上6位）
- プレーオフ通算リバウンド：1,777（史上8位）
- プレーオフ平均リバウンド：14.9（史上3位）

### ワシントン・ウィザーズのフランチャイズ記録
- 出場試合：984（1位）
- 得点：10,624（5位）
- リバウンド：13,769（1位）
- アシスト：3,822（2位）